# FK Ohrid
FK Ohrid (makedonski: ФК Охрид) nogometni je klub iz Ohrida, Sjeverna Makedonija. Trenutno se natječe u Drugoj makedonskoj ligi, drugom rangu makedonskog nogometnog sustava.
Nedavno je promijenio ime u GFK Ohrid Lihnidos. Lihnid je bio antički grad na Ohridskom jezeru i naselje koje je danas grad Ohrid.

## Povijest
Klub je osnovan 1921. godine pod imenom OSK Ohrid. Pod imenom FK Ohrid počeo se natjecati 1946. godine ujedinjenjem svih ohridskih nogometnih klubova (OSK, FK Ohridski Branovi, FK Jugoslavija, FK Rashanec i FK Gragjanski). Igrali su u Makedonskoj republičkoj ligi 1948. gdje su završili na 8. mjestu. Možda je najutjecajnija osoba za porast popularnosti nogometa u Ohridu bio Boško Simonović, koji je bio trener tima.
Do sada je klub igrao tri sezone u Prvoj makedonskoj nogometnoj ligi: 1994./95., 1995./96. i 2011./12.
Klub je prestao s radom 2013. godine, ali je ponovno osnovan 2015. godine, počevši od četvrtog ranga.

## Uspjesi
- Druga makedonska nogometna liga: 1993./94.

- Makedonski republički nogometni kup: 1973.

## Vanjske poveznice
- Stranica kluba na macedonianfootball.com